# 赫維什州
赫維什州（匈牙利語：Heves megye）是匈牙利北部的一個州。面積3,637平方公里，人口301,296（2015年）。首府埃格爾。

## 行政结构

### 区份
赫維什州分为7个区：
- 贝洛帕特福尔沃区
- 埃格尔区
- 菲泽绍博尼区
- 珍珠市区
- 豪特萬區
- 赫维什区
- 彼得瓦沙劳区

### 市镇
赫維什州有一个州级市、10个城镇、3个大村和107个村庄。
1. ↑  nepesseg.com, population data of Hungarian settlements
2. ↑  Regions and Cities > Regional Statistics > Regional Economy > Regional GDP per Capita, OECD.Stats. Accessed on 16 November 2018.